# Emil Kostadinow
Emil Ljubtschow Kostadinow (bulgarisch Емил Любчов Костадинов, wiss. Transliteration Emil Ljubčov Kostadinov; * 12. August 1967 in Sofia) ist ein ehemaliger bulgarischer Fußballspieler.

## Karriere

### Vereine
Kostadinow begann seine Profi-Laufbahn 1984 bei ZSKA Sofia und bildete gemeinsam mit Ljuboslaw Penew und Christo Stoitschkow Ende der 1980er-Jahre eine erfolgreiche Angriffsreihe des Vereins, dem er bis 1990 angehörte.
Nach dem Fall des „Eisernen Vorhangs“ wechselte Kostadinow zum FC Porto, für den er vier Jahre aktiv war. Es folgte ein kurzes Gastspiel bei Deportivo La Coruña.
Zur Winterpause der Saison 1994/95 wurde Kostadinow vom FC Bayern München verpflichtet. Sein Bundesliga-Debüt gab er am 18. Februar 1995 (18. Spieltag) auswärts gegen den VfL Bochum, bei dem er auch sein erstes Tor (zum 1:0 in der 37. Minute – Endstand 2:1 für den FC Bayern München) erzielte. Sein letztes Pflichtspiel in der Bundesliga bestritt er am 34. Spieltag der Folgesaison (18. Mai 1996) im Heimspiel gegen Fortuna Düsseldorf (2:2). In 27 Ligaspielen für die Bayern wurde er 13-mal ein- und neunmal ausgewechselt; bei insgesamt sieben Toren traf er 1996 in zwei Spielen (31. und 32. Spieltag) hintereinander je zweimal. Mit vier Einsätzen und einem Treffer (gegen Girondins Bordeaux) trug er zum UEFA-Pokal-Sieg seiner Mannschaft bei; dies war sein größter internationaler Erfolg.
In der Saison 1996/97 folgte ein einjähriger Aufenthalt bei Fenerbahçe Istanbul, ehe er zu ZSKA Sofia zurückkehrte. 1998/99 spielte er in Mexiko für UANL Tigres und 1999/2000 nochmals in Deutschland für den 1. FSV Mainz 05, bei dem er unter anderem mit Jürgen Klopp spielte. Am 7. November 1999 (11. Spieltag) – in der 65. Minute für Sven Demandt eingewechselt – kam er beim 0:0 im Auswärtsspiel bei Rot-Weiß Oberhausen zu seinem letzten Einsatz; danach beendete er seine aktive Laufbahn.

### Nationalmannschaft
Kostadinow bestritt 70 Länderspiele für die bulgarische A-Nationalmannschaft, für die er 26 Tore erzielte. Er war einer der Leistungsträger während der WM 1994 in den USA, als Bulgarien sensationell bis ins Halbfinale vorstieß und dabei Mexiko im Achtel- und Deutschland im Viertelfinale hinter sich ließ. Ferner nahm er an der Europameisterschaft 1996 (zwei Spiele in der Vorrunde) und an der Weltmeisterschaft 1998 (drei Spiele, ein Tor in der Vorrunde) teil.

## Erfolge

### Titel
- Bulgarischer Meister 1986/87, 1988/89, 1989/90
- Bulgarischer Pokalsieger 1986/87, 1987/88, 1988/89
- Bulgarischer Supercupsieger 1989
- Portugiesischer Meister 1991/92, 1992/93
- Portugiesischer Pokalsieger 1991, 1994
- Portugiesischer Supercupsieger 1990, 1991, 1993, 1994
- UEFA-Pokal-Sieger 1995/96

### Auszeichnungen
- Bulgariens Fußballer des Jahres 1993